# La vela incantata
La vela incantata è un film drammatico diretto nel 1982 da Gianfranco Mingozzi. Il film fu presentato alla Quinzaine des réalisateurs del 35º Festival di Cannes. Il film, destinato alla diffusione televisiva, venne presentato su Rai 2 in due puntate nel gennaio 1983, mentre in Francia e in Ungheria fu proiettato nelle sale cinematografiche.

## Trama
La vela incantata è il lenzuolo bianco che veniva teso nelle aie di campagna, sul quale Angelo e Tonino, i due fratelli protagonisti, proiettavano di paese in paese, il cinema ancora muto alla fine degli anni '20. Sullo sfondo storico degli anni del fascismo convivono i sogni dei due fratelli, che progettano di abbandonare il cinema ambulante e aprire una sala stabile e realizzare cinegiornali, assieme alle loro vicende sentimentali e agli episodi drammatici collegati alla repressione fascista.

## Produzione
Il regista, figlio del gestore di una sala cinematografica in Emilia, dichiarò alla stampa: «È la riscoperta della mia infanzia attraverso l'incanto e l'amore per le vecchie immagini riaccese sulla grande tela cinematografica. Una riflessione sulla verità dello schermo, sulla sua moralità, sulla sua ambiguità»..
Il film venne girato in varie località fra le provincie di Ferrara e Rovigo: Argenta, Comacchio, Goro, Ca' Emo, Fratta Polesine, Contarina, Polesella, Pontecchio Polesine, Badia Polesine. Alcune sequenze furono girate nella città di Ferrara, presso il Teatro Nuovo, Corso Ercole I d'Este, Via Vignatagliata.